# Rocourt-Saint-Martin
 Rocourt-Saint-Martin  là một xã ở tỉnh Aisne, vùng Hauts-de-France thuộc miền bắc nước Pháp.